# St. Lambertus (Bremen (Ense))

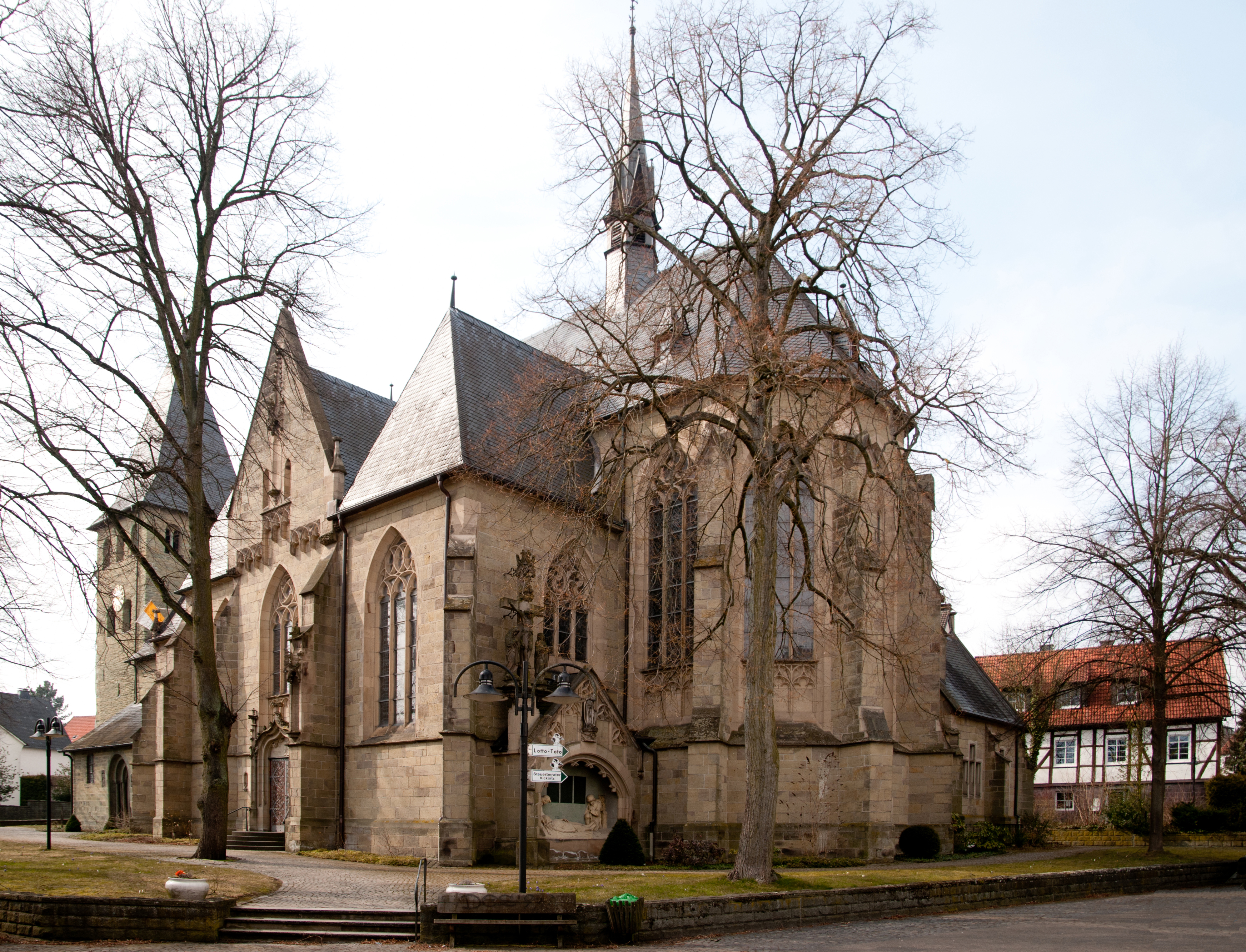
St. Lambertus

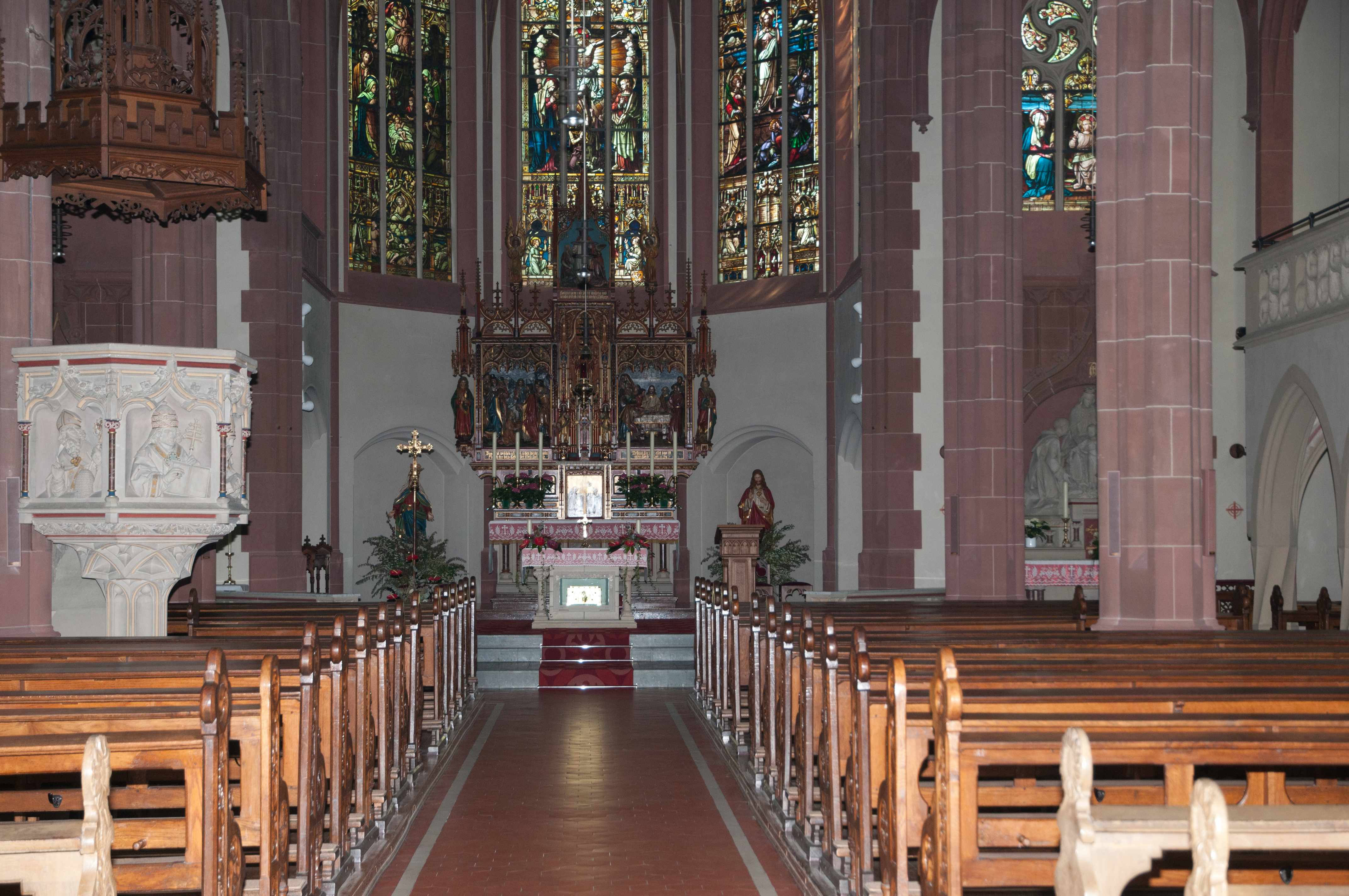
Mittelschiff

Die römisch-katholische Pfarrkirche St. Lambertus ist ein denkmalgeschütztes Kirchengebäude in Ense-Bremen, einem Ortsteil der Gemeinde Ense im Kreis Soest, Nordrhein-Westfalen.

## Geschichte und Architektur

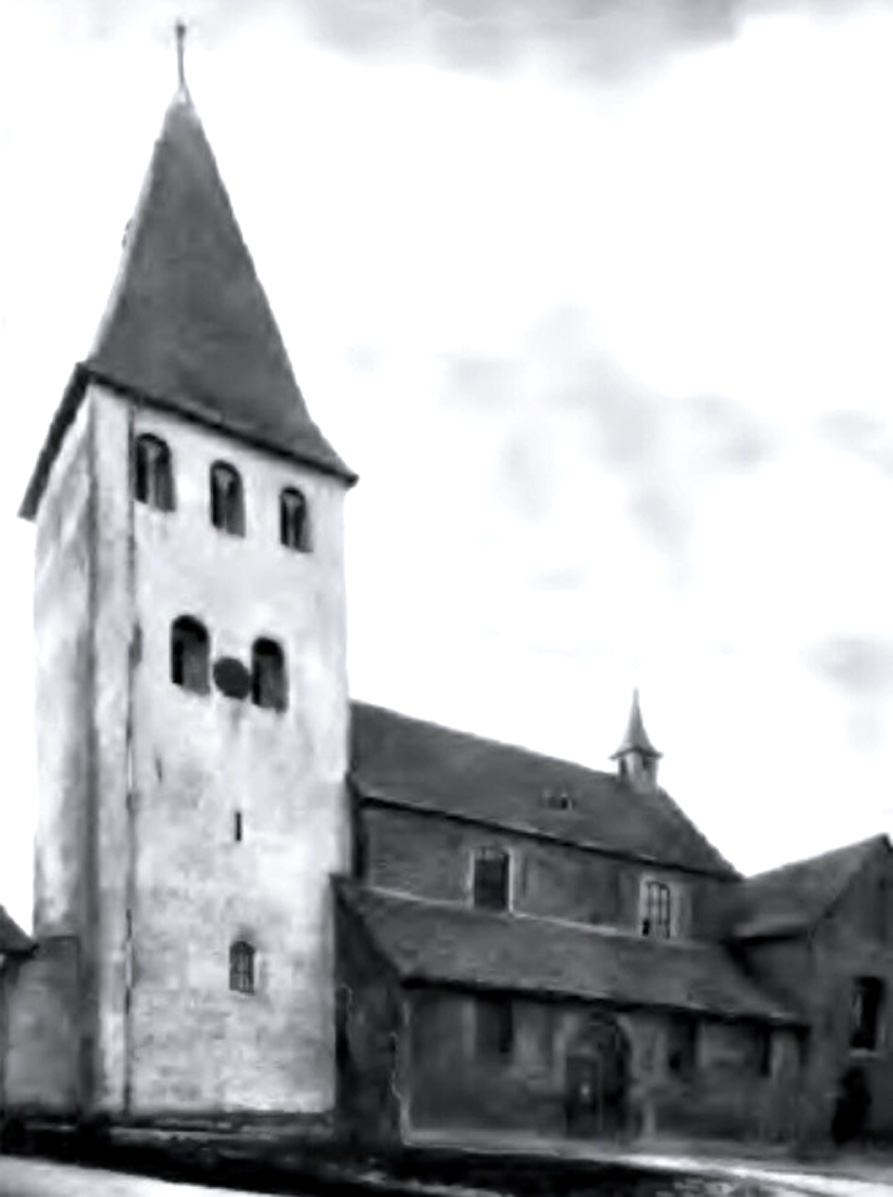
Ansicht von 1899

Die Kirche wurde 1070 erstmals urkundlich erwähnt, die Pfarrei gehört zu den ältesten in Westfalen. Die Familie von Fürstenberg stiftete 1484 eine Vikariestelle zum Heiligen Johannes. Sie sollte der Lesung von Messen in der unmittelbaren Nähe des Wohnortes der Stifterfamilie dienen.
Eine Vorgängerkirche wurde bei der Inkorporierung in das Stift St. Georg in Köln 1081/1089 genannt. Das Stift hatte das Recht, die Pfarrstellen zu besetzen. Ein romanisches Kirchengebäude ist für das 12. und frühe 13. Jahrhundert belegt.
Die Basilika wurde 1905 nach Abbruch des romanischen Querhauses und des Chores von 1516 als neugotische Staffelhalle mit einem schmalen Vorjoch und drei Jochen errichtet. Architekt war Johannes Franziskus Klomp. Das aus dem 14. Jahrhundert stammende, einfach gestufte Portal des ehemaligen Südquerhauses mit eingestellten Säulen und Kelchblockkapitellen und Schachbrettornament in den Archivolten wurde in einen nachträglich angefügten Anbau an die Westseite des Turmes versetzt. Im Tympanon ist ein von Weinstöcken flankiertes Kreuz zu sehen. Das zweifach gestufte Südportal zeigt im Tympanon die Geburt Christi und in den seitlich eingefügten Reliefs wilde Männer mit Axt und Keule. Es handelt sich hierbei um eine der ältesten plastischen Darstellungen der Weihnachtsgeschichte in Westfalen. Nach neueren Erkenntnissen sollen die sogenannten Wilden Männer Adam, mit einer Hacke in der Hand, und Eva, mit einem Spinnrocken, darstellen. Die Kirche von dreieinhalb Jochen und einem 5/8-Chorschluss wurde überwiegend aus Grünsandstein gebaut. Die Schallarkaden des kräftigen Westturms mit eingestellter Säule wurden 2004 teilweise freigelegt. In die zum Schiff hin geschlossene Turmhalle ist ein hohes Tonnengewölbe eingezogen. Die Fenster des Langhauses wurden in neuerer Zeit vergrößert. Die Joche im Inneren sind durch Überfangbögen zusammengefasst, die Wandvorlage ist gestuft. Im Mittelschiff ruhen Kreuzgratgewölbe zwischen gedrückten Gurtbögen auf eckigen Vorlagen. In die Seitenschiffe sind Tonnengewölbe eingezogen. Reste der ursprünglichen Raumfassung wurden von 1954 bis 1955 im westlichen Langhausjoch freigelegt und ergänzt.

## Ausstattung

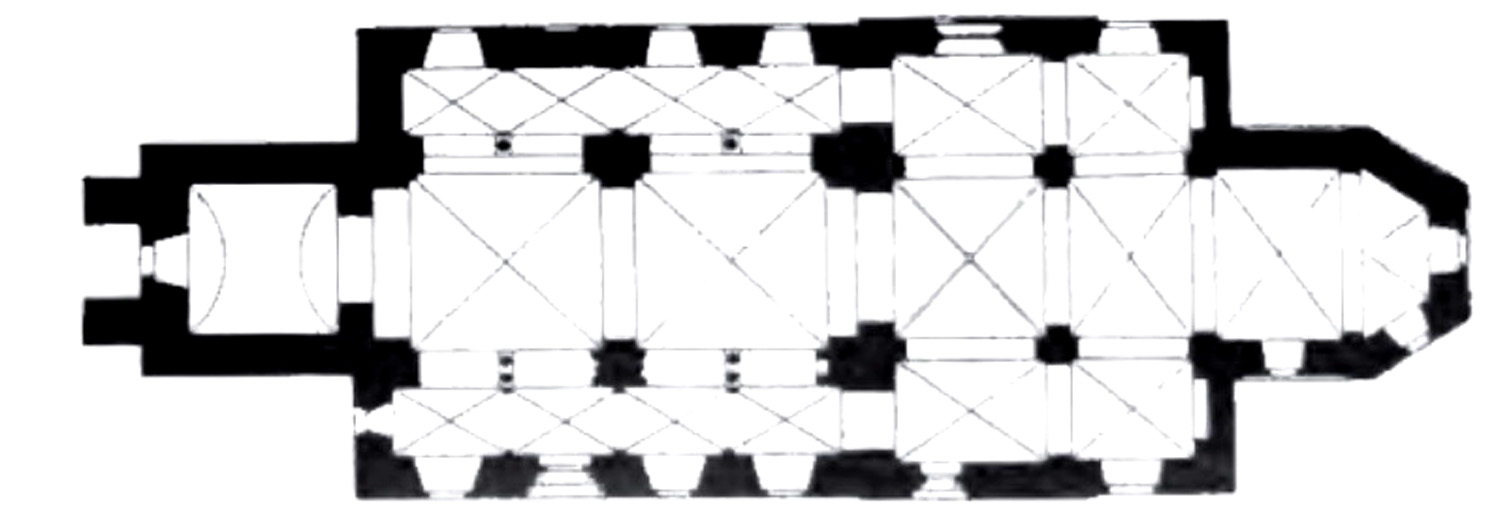
Grundriss um 1902

- Im Ostteil befindet sich eine geschlossene gotische Ausstattung.
- Heiligenfiguren von Heinrich Stütting vom Anfang des 18. Jahrhunderts
- Kruzifix aus dem 18. Jahrhundert
- Vesperbild aus dem 18. Jahrhundert[2]
- Himmelfahrt Mariä und eine Doppelmadonna aus dem 18. Jahrhundert

## Glocken
St. Lambertus hat schon seit vielen Jahrhunderten 4 Glocken besessen. Vom vierstimmigen Bronzegeläut f′-g′-a′-b′ wurden 1917 die drei größten Glocken eingeschmolzen und 1926 durch vier neue Bronzeglocken von Heinrich Humpert/Brilon ersetzt. Das neue Geläut erklang in dis′-fis′-gis′-ais′ und wurde 1942 eingeschmolzen. 1947 wurden vier Gussstahlglocken in Sekundschlagtonrippe aufgehängt. Das Geläut erklang in cis′-e′-fis′-a′ und musste aufgrund der Masse an gekröpften Stahljochen aufgehängt werden. 2003 musste die kleinste Glocke wegen eines Jochschadens stillgelegt werden und bald darauf wurde das Geläut komplett ersetzt. Die Glockengießerei Perner in Passau lieferte vier neue Glocken, die an neuen Holzjochen läuten.
| Nr. | Patron         | Nominal | Durchmesser | Gewicht  | Gussjahr | Gießer                           |
| --- | -------------- | ------- | ----------- | -------- | -------- | -------------------------------- |
| 1   | Salvator Mundi | es′-4   | 1282 mm     | 1.494 kg | 2004     | Glockengießerei Perner in Passau |
| 2   | Lambertus      | f′-4    | 1186 mm     | 1.069 kg | 2004     | Glockengießerei Perner in Passau |
| 3   | Maria          | g′-5    | 1053 mm     | 818 kg   | 2004     | Glockengießerei Perner in Passau |
| 4   | Josef          | as′-2   | 992 mm      | 716 kg   | 2004     | Glockengießerei Perner in Passau |